# Oncidium rodrigoi
Oncidium rodrigoi är en orkidéart som beskrevs av Willibald Königer. Oncidium rodrigoi ingår i släktet Oncidium och familjen orkidéer. Inga underarter finns listade i Catalogue of Life.